# Елдер Тауншип (округ Кембрія, Пенсільванія)
Елдер Тауншип (англ. Elder Township) — селище (англ. township) в США, в окрузі Кембрія штату Пенсільванія. Населення — 1028 осіб (2020).

## Демографія
Згідно з переписом 2010 року, у селищі мешкало 1038 осіб у 376 домогосподарствах у складі 289 родин. Було 402 помешкання
Расовий склад населення:
| - 99,4 % — білих - 0,2 % — корінних американців - 0,1 % — вихідців з тихоокеанських островів - 0,1 % — чорних або афроамериканців - 0,1 % — азіатів |

До двох чи більше рас належало 0,1 %. Частка іспаномовних становила 0,4 % від усіх жителів.
За віковим діапазоном населення розподілялося таким чином: 18,7 % — особи молодші 18 років, 56,3 % — особи у віці 18—64 років, 25,0 % — особи у віці 65 років та старші. Медіана віку мешканця становила 49,2 року. На 100 осіб жіночої статі у селищі припадало 95,5 чоловіків;  на 100 жінок у віці від 18 років та старших — 94,9 чоловіків також старших 18 років.
Середній дохід на одне домашнє господарство  становив 57 051 долар США (медіана — 46 818), а середній дохід на одну сім'ю — 64 457 доларів (медіана — 55 156). Медіана доходів становила 40 096 доларів для чоловіків та 30 114 долари для жінок. За межею бідності перебувало 7,2 % осіб, у тому числі 6,7 % дітей у віці до 18 років та 8,2 % осіб у віці 65 років та старших.
Цивільне працевлаштоване населення становило 388 осіб. Основні галузі зайнятості: освіта, охорона здоров'я та соціальна допомога — 36,6 %, роздрібна торгівля — 12,4 %, будівництво — 8,8 %, транспорт — 7,7 %.